# Елегіст
Сільське поселення (сумон) Елегіст (рос.: Элегест) входить до складу  Чеді-Хольського кожууна Республіки Тива Російської Федерації. Відстань до с. Хову-Акси 31 км, до Кизила — 52 км, до Москви — 3942 км.

## Населення
Населення сумона станом на 1 січня року
| Рік    | 2011 | 2012 | 2013 | 2014 | 2015 |
| ------ | ---- | ---- | ---- | ---- | ---- |
| Насел. | 1429 | 1380 | 1373 | 1367 | 1388 |